# Нора Хельмер
«Нора Хельмер» (нем. Nora Helmer) — телефильм режиссёра Райнера Вернера Фасбиндера, вышедший на экраны в 1974 году. Экранизация пьесы Генрика Ибсена «Кукольный дом».

## Сюжет
Нора Хельмер — молодая домохозяйка, чей муж Торвальд только что получил новую должность управляющего банком. Нора рада, что наконец-то семья получила надёжную финансовую опору после долгих лет бедности и неустроенности. Однако в её прошлом скрывается неприятная тайна, которая грозит выйти наружу, когда Торвальд решает уволить жуликоватого сотрудника Крогстада. Последний шантажирует Нору, требуя, чтобы та замолвила за него слово. Несколько лет назад он одолжил Норе крупную сумму денег, которая позволила поправить здоровье ничего не подозревающему Торвальду. Такое поведение без ведома мужа считается неприемлемым для женщины, что может поставить под угрозу само существование семьи Хельмер...

## В ролях
- Маргит Карстенсен — Нора Хельмер
- Иоахим Ханзен — Торвальд Хельмер, муж Норы
- Барбара Валентин — фрау Линде, подруга Норы
- Клаус Лёвич — доктор Ранк
- Улли Ломмель — Крогстад
- Лило Пемпайт — Мари
- Ирм Херман — Хелене, служанка